# Філлінген-Швеннінген
Філлінген-Швеннінген (нім. Villingen-Schwenningen) — місто в Німеччині, знаходиться в землі Баден-Вюртемберг. Підпорядковується адміністративному округу Фрайбург. Входить до складу району Шварцвальд-Бар.
Площа — 165,47 км2. Населення становить 85 686 ос. (станом на 31 грудня 2020).

## Відомі особистості
- Йохен Шепс (1983) — німецький волейболіст, народився у поселенні.
- Вальдемар Клінгельгефер (1900—1977) — німецький оперний співак, офіцер, штурмбанфюрер СС. Проживав у Філлінгені з 1960 року, помер там само.